# Červená Řečice
Červená Řečice (německy Roth Retschitz nebo Rothrecitz) je město v okrese Pelhřimov v Kraji Vysočina. Leží asi deset kilometrů severozápadně od Pelhřimova. Správním územím patří k Červené Řečici obce Zmišovice, Popelištná, Těchoraz a Milotičky. Název obce je poprvé doložen v roce 1558, dřívější název byl Řečice (1279–1290), ve 14. století Biskupská Řečice. Ve 12. století byla Červená Řečice centrem rozsáhlého panství patřícího pražským biskupům, později arcibiskupům.
Žije zde přibližně 1 000 obyvatel. Historické jádro města je od roku 2003 městskou památkovou zónou. 

## Geografie
Červená Řečice leží v západní částí Českomoravské vrchoviny zhruba deset kilometrů severovýchodně od Pelhřimova.

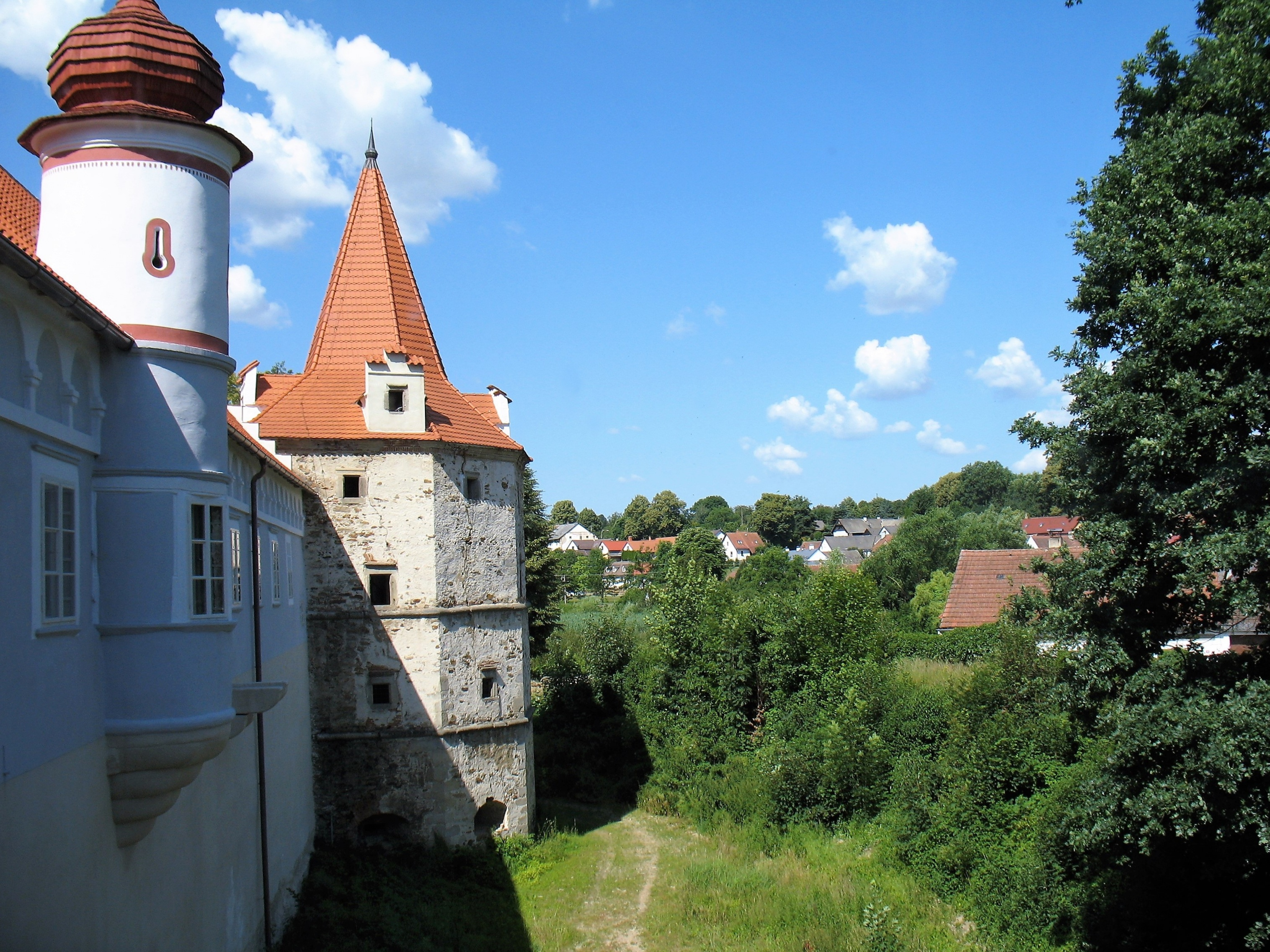
Pohled z okna zámku západním směrem

Katastr města ohraničuje na severu tok řeky Trnavy, největšího přítoku Želivky. Nejnižším bodem území je hladina přehradní nádrže Trnávky (vodní nádrž Želiv) v nadmořské výšce 410 metrů. Nejvyšší vrcholky v jihozápadní části katastru dosahují nadmořské výšky kolem 610 až 620 metrů.

## Historie
V roce 1144 daroval český kníže Vladislav II. pražskému biskupovi Otovi pozemky při horním toku řeky Želivky. První písemná zmínka o obci pochází z roku 1279.
Červená Řečice byla již ve 12. století sídlem děkanátu. Původní městečko stálo dříve severněji. Na nynějším místě bylo vystavěno až roku 1669 po zhoubném požáru, který celé město zničil.
Severně od města je již od roku 1675 v provozu papírna, po znárodnění ve 20. století součást Jihočeských papíren ve Větřní, později samostatná pod značkou CEREPA.
Od 12. dubna 2007 byl obci vrácen status města.

## Obyvatelstvo
| Rok            | 1869  | 1880  | 1890  | 1900  | 1910  | 1921  | 1930  | 1950  | 1961  | 1970  | 1980  | 1991  | 2001 | 2011 | 2021  |
| -------------- | ----- | ----- | ----- | ----- | ----- | ----- | ----- | ----- | ----- | ----- | ----- | ----- | ---- | ---- | ----- |
| Počet obyvatel | 2 039 | 2 061 | 1 936 | 1 873 | 1 947 | 1 826 | 1 510 | 1 210 | 1 320 | 1 310 | 1 272 | 1 073 | 987  | 941  | 1 015 |
| Počet domů     | 250   | 253   | 262   | 258   | 267   | 274   | 282   | 311   | 304   | 315   | 307   | 386   | 390  | 399  | 437   |

## Městská správa

### Části města
- Červená Řečice
- Milotičky
- Popelištná
- Těchoraz
- Zmišovice

Od 1. ledna 1975 do 31. prosince 1991 k městu patřily i Bácovice.

## Doprava
Městem prochází silnice II. třídy č. 112. Přes Červenou Řečici vede trasa autobusu č. 406 Pražské integrované dopravy na lince Praha-Roztyly – Pelhřimov, dále zde zastavují autobusy na trase Čechtice – Jihlava a dálkový spoj Most – Louny – Praha – Brno.

## Školství a kultura
Ve městě se nachází mateřská škola. 
V areálu místního zámku probíhala od roku 1997 každoročně v srpnu výtvarně recesivní akce Slámování. Po rozsáhlé rekonstrukci byla část zámeckých prostor oficiálně zpřístupněna veřejnosti 1. července 2023.

## Pamětihodnosti
Na prostranném, čtvercovém náměstí je několik staveb s barokními štíty. Prostor náměstí, vyplněný velkým centrálním parkem, je ohraničený vesměs přízemními domy. Na náměstí stojí morový sloup se sochou Panny Marie a pomník Tomáše Garrigua Masaryka. V obou rozích jižní strany náměstí se zvedají pozoruhodné stavby, na jihovýchodě gotický děkanský kostel, na jihozápadě původně arcibiskupský hrad s vodním příkopem přestavěný v 16. století na renesanční zámek. Před zámkem je pomník obětem světových válek. Kostel byl založen roku 1283 Dobšem z Bechyně. Před kostelem je socha svatého Jana Nepomuckého. Když nastaly nebezpečné doby za vpádu Braniborů, byl opevněn mocnou zdí. Z doby založení zůstal gotický presbytář, v němž je sanktuarium se starou tepanou mříží. Křtitelnice je ze 16. století, na jejím plášti jsou reliéfy a na víku soška sv. Jana Křtitele. Věž byla přistavěna až v 16. století; v její přízemní kobce jsou dva náhrobní kameny se znaky Milíčovských z Braunberka, Skuhrovských a Leskovců, majitelů zámku. Na hlavním oltáři kostela býval obraz svaté Maří Magdaleny, dílo Quirina Jahna.  V zahradě děkanství je gotická osmiboká žulová křtitelnice, pocházející z doby založení kostela. Začátkem 18. století byl kostel barokně přestavěn. Na sever od náměstí se nachází bývalý hřbitov, přebudovaný v roce 2008 na dětské hřiště, a pozdně gotický hřbitovní kostel Božího Těla. 
Městská památková zóna zahrnuje mimo jiné
- Zámek Červená Řečice
- Kostel Božího Těla
- Kostel svaté Maří Magdaleny
- Boží muka
- Smírčí kámen
- Socha Panny Marie na náměstí z roku 1712
- Socha svatého Jana Nepomuckého
- Fara s kaplankou
- Vodní mlýn

## Partnerská obec
- Kirchdorf, Švýcarsko[15]

## Galerie

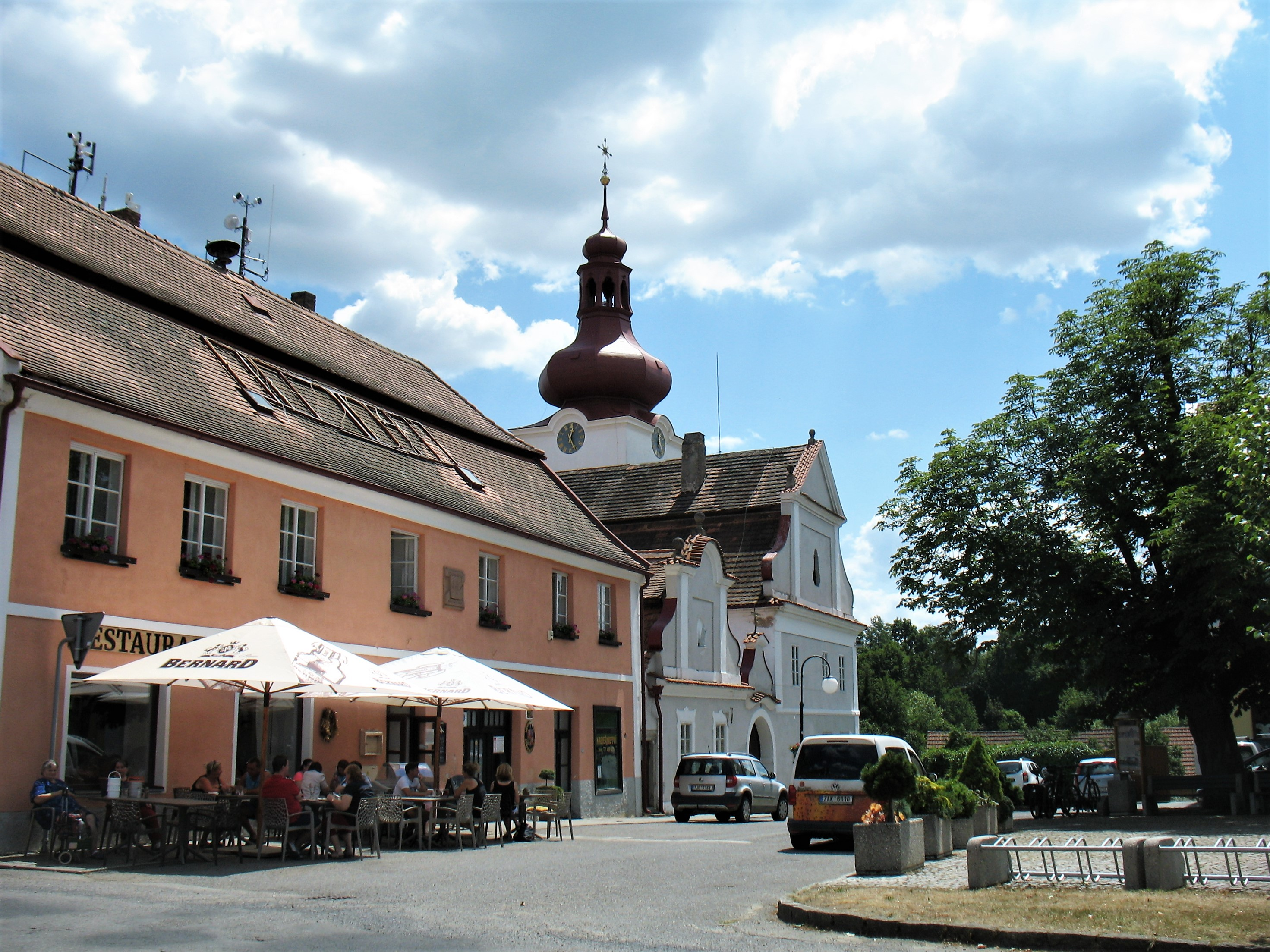
Budova radnice s restaurací, fara a kostel
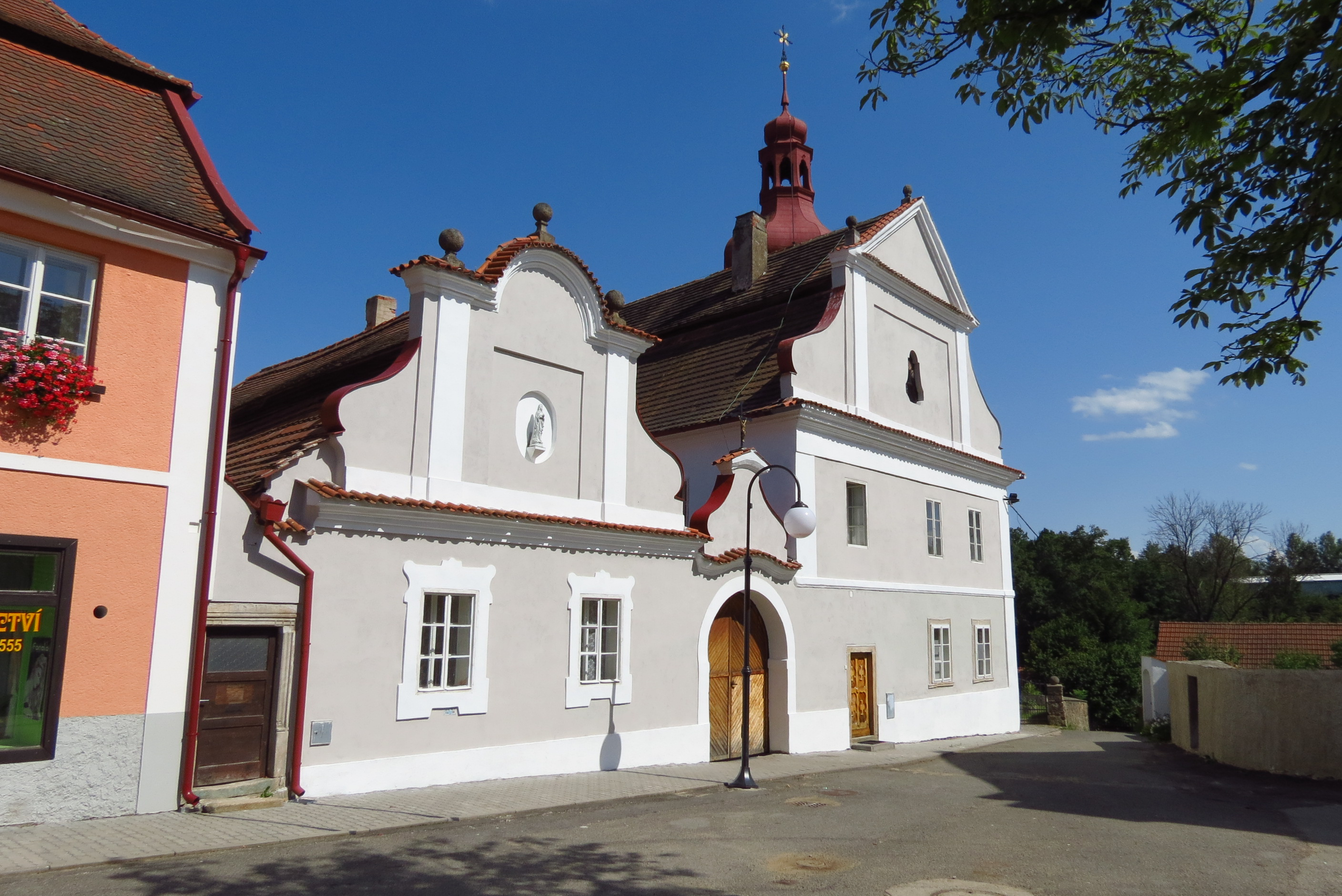
Barokní fara s kaplankou
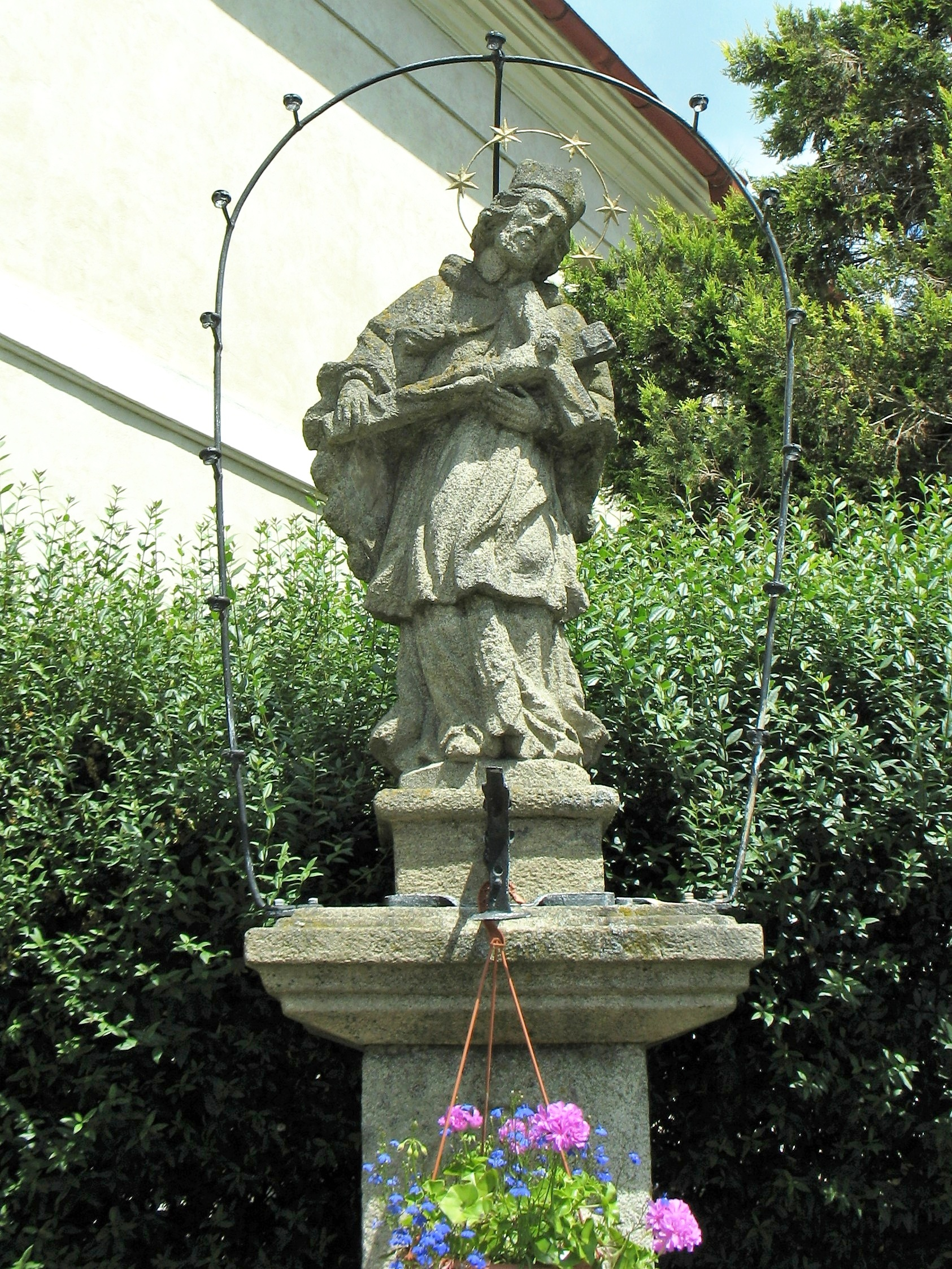
Socha svatého Jana Nepomuckého u kostela
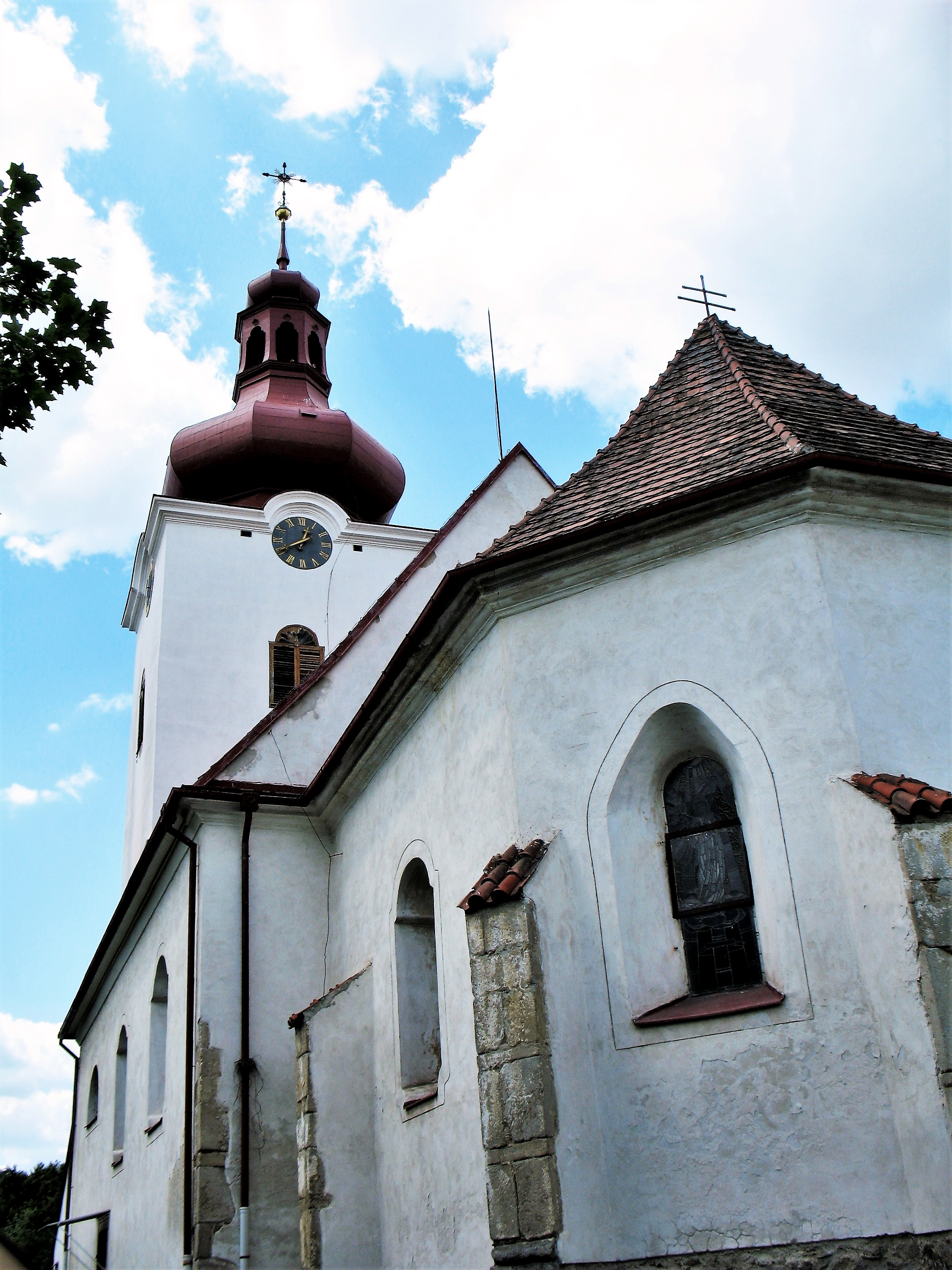
Kostel sv. Máří Magdalény
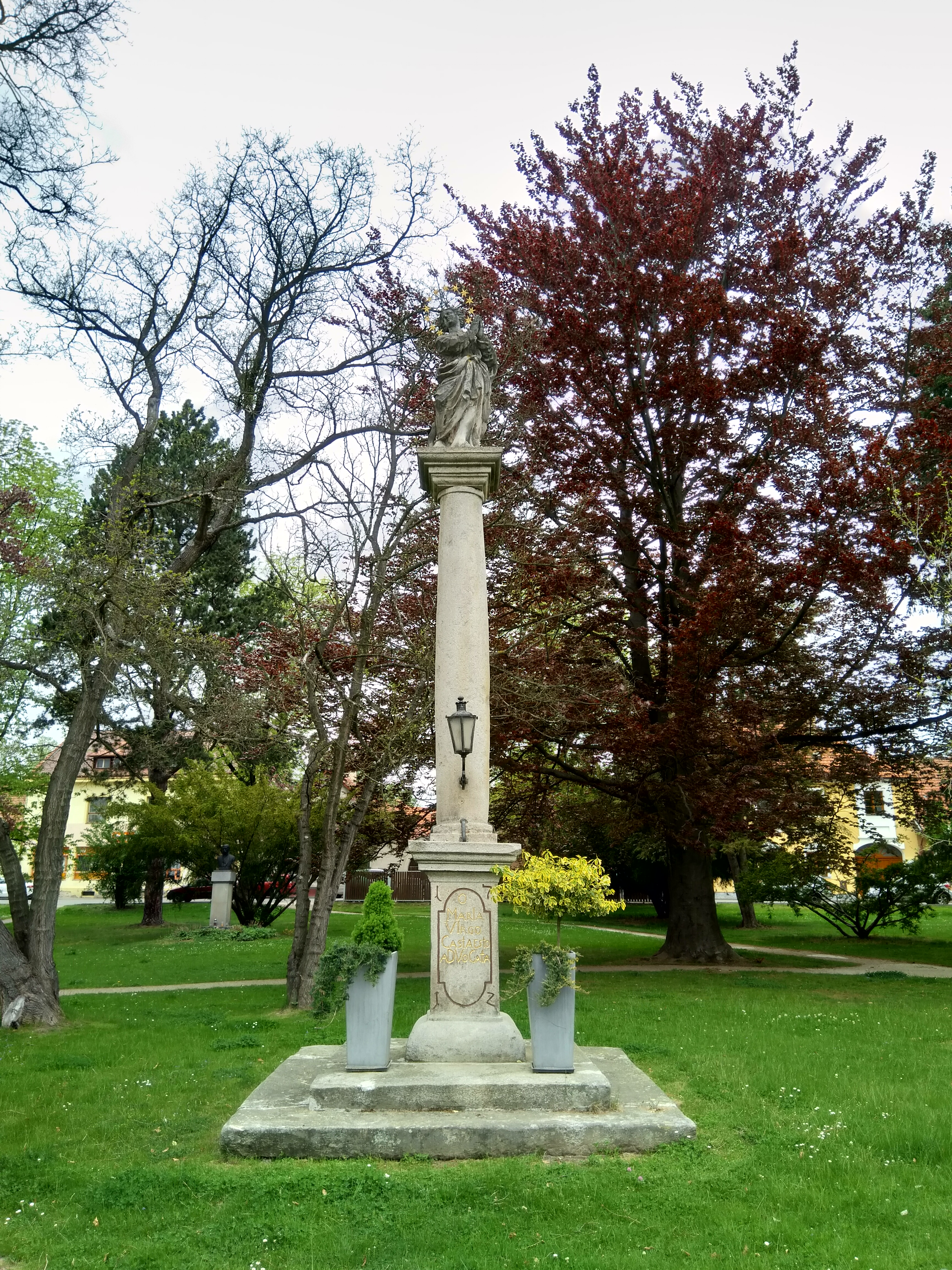
Mariánský sloup na náměstí
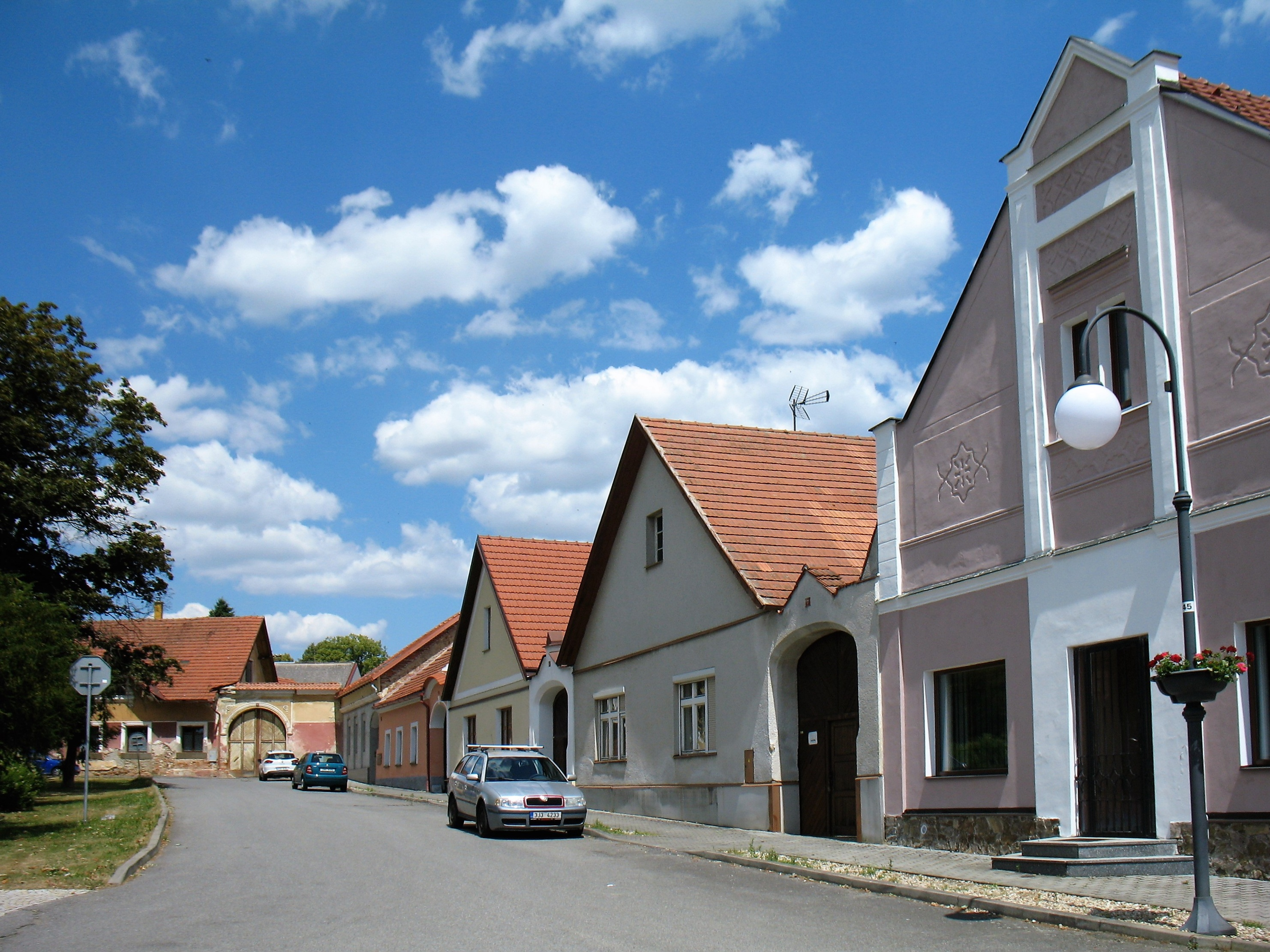
Východní strana náměstí